# Mimolaia tachira
Mimolaia tachira är en skalbaggsart som beskrevs av Maria Helena M. Galileo och Martins 1992. Mimolaia tachira ingår i släktet Mimolaia och familjen långhorningar.
Artens utbredningsområde är Venezuela. Inga underarter finns listade i Catalogue of Life.